# Греко-турецькі відносини
Греко-турецькі відносини в своїй історії супроводжуються взаємною ворожнечею та нетривалими періодами примирення від часу, коли Грецька республіка здобула незалежність 1821 року від Османської імперії. Відтоді дві країни воювали одна проти одної п'ять разів: у греко-турецькій війні 1897 року, у Першій та Другій Балканських війнах, Першій світовій війні та греко-турецькій війні 1919—1922 років.

## Дипломатичні місії
- Туреччина має посольство в Афінах і генеральні консульства в містах Салоніки, Комотіні і Родос.
- Греція має посольство в Анкарі і генеральні консульства в Стамбулі, Ізмірі та Едірне.

## Османська доба
Грецька республіка здобула свою незалежність від Османської імперії в ході національно-визвольної війни 1821—1829 років. Її кордони були визнані 1832 року: територія в межах материкової Греції від Арти до Волоса, а також острів Евбея, Кікладські острови в Егейському морі. Решта території, на якій мешкали греки, в тому числі острова Крит, Кіпр, інші острови Егейського моря, області Епір, Фессалія, Македонія і Фракія залишалися під владою Османської імперії. Крім того, близько 1 мільйона греків жили на території, яка нині належить Туреччині — Егейський регіон навколо Ізміра і область Понту на березі Чорного моря.
Грецькі політики 19-го століття прагнули включити всі території, на яких історично мешкали греки, у Грецьку державу, засновану на моделі Візантійської імперії, столицею держави вони бачили Стамбул, або на грецький манер — Константинополь, столицю Візантії до її падіння і османської окупації в 1453 році. Ця концепція знана як Велика ідея. Османи природно надзвичайно вороже ставились до грецьких планів енозису. Хоча Великі держави розглядали Османську імперію як «хвору людину Європи», вони не могли дістати згоди і вирішити однозначно питання розділу її земель. Навколо цього питання точились інтриги, які поступово віднімали володіння імперії, але водночас стримували її остаточний крах. Така політика сприяла ще більшому загостренню між Грецією та Османською імперією.
Впродовж Кримської війни (1854—1856 роки) Велика Британія і Французька імперія боролись в союзі з Османською імперією проти Російської імперії. В добу російсько-турецькій війні 1877—1878 років греки були готові приєднатися до війни з метою територіальних надбань, але країна була виснажена революцією 1820-х років і не могла ефективно взяти участь у війні. Однак за рішенням Берлінського конгресу в 1881 році, до території Королівства Греція приєдналась Фессалія і частина Епіру.
1897 року повстання на Криті призвело до початку греко-турецької війни. Грецька армія була все ще непідготовлена і не могла вибити османських військ з їх укріплень вздовж північного кордону, і після османських контратак війна завершилась принизливою поразкою для Королівства Греція, обернулась територіальними втратами, хоча і незначними, а Крит проголосив незалежність під протекторатом Великих держав.
Після завершення Молодотурецької революції і захоплення молодотурками влади в Османській імперії 1908 року, адміністрація націоналістів взяла курс на зміцнення держави. Як результат становище християнських меншин в імперії ще більше погіршилося. Балканські війни стали прямим наслідком зростаючої напруги в регіоні. Після їх завершення Грецьке королівство, яке воювало в союзі із Болгарським царством та Королівством Сербія, повернула собі Крит, низку островів, області Фессалія, Епір, Македонія із містом Салоніки.

## Перша світова і греко-турецька війни
Грецьке королівство вступило у Першу світову війну в 1917 році. Воно бажало повернути собі Константинополь (нині Стамбул) і Смірну (нині Ізмір) за політичної підтримки допомогою Великої Британії і Французької республіки, які навіть обіцяли Королівству Греція повернути Кіпр. Хоча впродовж війни було мало прямих бойових дій між греками і османами, 1918 року почався розпад Османської імперії. 1920 року, відповідно до Севрського мирного договору, Греція отримала Східну Фракію і територію близько 17,000 км² у Західній Анатолії довкола Смірни. Ця угода була підписана Османським урядом, але так і не набула чинності, тому що не була ратифікована парламентом.
15 травня 1919 року Грецьке королівство окупувало Смірну, а Мустафа Кемаль-паша (пізніше Ататюрк), який став лідером турецької опозиції Севрському договору, висадився у Самсуні 19 травня 1919 року. Цей день вважається початком турецької війни за незалежність, перша мета якої полягала в створенні організованого національного руху проти окупаційних сил головно «великих держав» — Великої Британії, Французької республіки, а також Королівства Італія та Королівства Греція. Мустафа Кемаль створив незалежний уряд в Анкарі і закликав патріотів до боротьби, аби не допустити введення в дію Севрського договору.
Турецька армія зайняла Ізмір 9 вересня 1922 року, таким чином здобувши перемогу у війні. Грецька армія і адміністрація залишила Анатолію морем. Кінець війні поклало Муданійське перемир'я від 11 жовтня 1922 року. На зміну Севрському договору підписано Лозаннський мирний договір 1923, за яким встановлювались нові кордони Туреччини та було здійснено греко-турецький обмін населенням. Внаслідок останнього близько півмільйона греків у новоствореній Туреччині автоматично стали біженцями у власних домівках, так само як півмільйона мусульман мали залишити Грецію і переїхати в Туреччину. Обміну не підлягало населення тільки Стамбулу, включаючи Вселенського Патріарха, та островів Імброс і Тенедос.
Через невдачу вторгнення і значні людські втрати, у грецькій історіографії події після Першої світової війни іменуються Малоазійською катастрофою. Обидві армії, і турецька стосовно православних греків, і грецька стосовно населення в окупації, чинили злочини. Водночас Греція звинувачує Туреччину у цілеспрямованих діях з винищення греків — геноциді понтійських греків, що здійснювався молодотурками впродовж 1914—1923 років проти греків історичного Понту. Число жертв геноциду за різними оцінками становить від 350 000 до 1 700 000 осіб.

## Між конфліктами
Повоєнні лідери держав Мустафа Кемаль і Елефтеріос Венізелос мали встановити нормальні відносини між двома країнами. Після кількох років переговорів нарешті 1930 року встановлені дипломатичні відносини між Грецькою республікою і Туреччиною. Венізелос відвідав з офіційним візитом в Стамбулі і Анкарі. Грецька республіка відмовилася від усіх своїх претензій, які тепер входили до складу Туреччини. За цим слідувало підписання Балканського пакту в 1934 році, за яким в союз вступали Грецька республіка, Туреччина, Королівство Югославія і Румунське королівство. Угода передбачала надання взаємної допомоги та співробітництва. Обидві країни визнали, що вони потребують миру, у зв'язку з цим почастішали двосторонні зустрічі. Венізелос та Ататюрк навіть були номіновані на отримання Нобелівської премії миру.
1941 року Туреччина стала першою країною, яка направила гуманітарну допомогу Греції після окупації Афін країнами Осі. Президент Туреччини Мустафа Ісмет підписав рішення про надання допомоги народу, проти якого він боровся дев'ятнадцять років тому. Продукти харчування збирала організація Турецького Червоного Півмісяця і вони відправлялись з порту Стамбула в Грецію кораблем Куртулуш.
У той же час Туреччина підписали дружбу і співпрацю із нацистською Німеччиною в червні 1941 року. Наступного 1942 року Туреччина ввела спеціальний податок Варлик Вергісі — податок на майно, яким обклала усіх не-турків — греків, вірмен, євреїв — і який привів і без того нечисленні громади етнічних греків в Туреччині до економічного колапсу.
Із початком «холодної війни» намітився курс на зближення двох країнах в 1953 році, коли Грецьке королівство, Туреччина і Федеративна Народна Республіка Югославія підписали новий Балканський пакт про взаємну оборону проти Радянського Союзу.

## Стамбульський погром
Попри зближення обох країн, і Грецьке королівство, і Туреччина намагалися зменшити взаємний економічний вплив. Турецька влада, зокрема, вела цілеспрямовану політику зі скорочення економічної присутності греків в Туреччині. У вересні 1955 року відбувся так званий Стамбульський погром, спрямований проти грецької меншини в Стамбулі. Конфлікт підбурювався штучно поширюваними чутками, що нібито будинок в Салоніках, в якому жив Мустафа Кемаль Ататюрк, зруйнований грецькими терористами.
Розбійні напади на греків тривали 9 годин. Таким чином 13 із 16 греків були вбиті в результаті насильства — лінчування або підпалу. Серед жертв були два священики. Численні греки були серйозно поранені, десятки грецьких дівчат зґвалтовані. Більше тисячі грецьких будинків, шкіл, церков, готелів спалені. Оцінки шкоди різняться в різних джерелах. За даними турецького уряду, збиток склав близько 69 500 тисяч турецьких лір, згідно з британськими джерелами, близько 100 млн. фунтів стерлінгів. Стамбульський погром став причиною масової імміграції етнічних греків, які були виключені з обміну населенням 1923 року. Власне він призвів до зникнення грецької меншини в Туреччині. За даними перепису 1924 року, в Туреччині мешкало близько 200 000 греків, станом на 2008 рік турецьких громадян грецького походження налічується від 3 до 4 тисяч осіб, в той час як, за даними Human Rights Watch, на 2005 рік їх було не більше 2,5 тисяч.

## Кіпрська криза і турецьке вторгнення
Основним подразником греко-турецьких відносин після 1950-х років став Кіпр. На той час острів перебував під протекторатом Великої Британії, грецьке населення острова налічувало 82 % загальної чисельності населення. Також переважна частина греків-кіпріотів бажала возз'єднання із Королівством Греція. З цього приводу вже в 1930-х роках проводились акції громадянської непокори в Нікосії, проте уряд Королівства Греція, перебуваючи в залежності від Великої Британії, жодного разу не підтримав греків-кіпріотів.
Кіпрське питання постало знову, коли греки-кіпріоти на чолі з архієпископом Макаріосом III уклали союз із Грецьким королівством, а народно-визвольний рух ЕОКА поставив собі за мету визволення від британського колоніального панування та взяти курс на енозіс з Грецією. Нарешті прем'єр-міністр Греції Александрос Папагос виніс Кіпрське питання на розсуд Організації Об'єднаних Націй. Тим часом 1955 року відбувся Стамбульський погром, у відповідь на який Грецьке королівство припинило дипломатичні відносини з Туреччиною, і таким чином розпався союз, укладний за Балканським пактом 1953 року.
1960 року винесене компромісне рішення стосовно Кіпру: він проголошений незалежним. Грецькі та турецькі війська висадились на острів, щоб захистити свої області. Прем'єр-міністр Королівства Греція Константінос Караманліс був головним ідеологом плану, що призвів до негайного поліпшення відносин з Туреччиною, особливо після того, як Аднан Мендерес був усунений від влади в Туреччині.
Впродовж 1963—1964 року на острові виникали нові заворушення. 30 грудня 1963 року архієпископ Макарій III запропонував 13 конституційних поправок, які дозволили б нормальне функціонування Кіпру. Проте Туреччина зайняла безкомпромісну позицію проти зближення Кіпру і Королівства Греція і фактично зробила війну невідворотною. В серпні 1964 року турецькі літаки бомбардували грецькі загони на підступах до села Еренкьой, окупованого на Кіпрі турками. Внаслідок конфлікту грецька меншина в Туреччині зазнала нової кризи, багато греків втекли з країни, лунали навіть погрози вигнати Вселенського патріарха із Константинополя. Врешті-решт втручання Організації Об'єднаних Націй призвело до іншого компромісного рішення.
Небезпека Кіпрської суперечки була дещо послаблена ліберальним грецьким урядом Георгіоса Папандреу, але в квітні 1967 року у Королівстві Греція відбувся військовий державний переворот, до влади прийшла хунта «чорних полковників». Зовнішня політика хунти була незграбною, періодично виникали нові конфлікти з Туреччиною. Водночас Туреччина справедливо підозрювала, що грецький режим планував переворот на Кіпрі для об'єднання держави із Королівством Греція.
15 липня 1974 року на Кіпрі відбувся державний переворот за військової підтримки Греції. Президент Макаріос був відсторонений від влади і був вимушений втекти до Лондона, до влади прийшла націоналістична група ЕОКА Б, яка виступала за енозіс з Грецією. Президентом призначений Нікос Сампсон, колишній член ЕОКА.
За таких умов Туреччина вторгалася на острів 20 липня 1974 року, користуючись положеннями Цюрихсько-Лондонськими угодами, нібито для відновлення попереднього законного режиму в республіці, який існував до перевороту. Висадка турецьких військ відбулась в місті Кіренія. Це вторгнення перетворилося на постійну окупацію північної частини острова, а саме 37 % загальної його площі. Греки-кіпріоти були вигнані.
Війна між Грецією та Туреччиною знову стала неминущою, проте черговий переворот Сампсона зазнав невдачі, а архієпископ Макаріос III повернувся до країни і зайняв президентський пост. Військова хунта чорних полковників після невдачі на Кіпрі зазнала поразки, і 24 липня країна повернулась до демократії. Проте непоправна шкода греко-турецьким відносинам була нанесена, а Турецька Республіка Північного Кіпру донині залишається визнаною тільки Туреччиною, світове співтовариство вважає цю територію окупованою Туреччиною.

## Егейська суперечка
Від 1970 року у відносинах між двома державами з'явились нові спірні питання, які стосуються розмежування водного простору Егейського моря та повітряного простору над ним, про статус численних островів в ньому. Після Балканських воєн 1912—1913 років Греція отримала всі острови Егейського моря, за винятком островів Імброс і Тенедос. Деякі з цих островів розташовані всього за декілька кілометрів від турецького узбережжя. З кінця Другої світової війни турецькі лідери наполягали на розмежуванні територіальних вод, повітряного простору Егейського моря.
Егейська суперечка виникла, насамперед, через намагання одночасно вигідно вирішити і питання військово-тактичної переваги та економічної експлуатації Егейського моря. Це останнє питання стає особливо важливим, оскільки після 1970 року а акваторії Егейського моря виявлені нафтові родовища. 1987 року відбувся, так званий, Сісмікський інцидент, коли турецький човен зайшов у грецькі територіальні води. Після цього інциденту прем'єр-міністр Греції Андреас Папандреу наказав без попереджень топити судна, якщо з'явиться підозра на військове втручання. Сісмікський інцидент мало не спровокував війну між двома країнами. Через кілька днів виник конфлікт між прикордонними патрулями, для обох сторін він закінчився жертвами.
Таким чином, коло невирішених питань на сьогодні охоплює:
- ширина територіальних вод. Обидві сторони в наш час[коли?] визначають її як 11 км. Греція претендує на право продовжити її до 12 морських миль на основі міжнародного права. Туреччина, яка вже розширила свої територіальні води до 12 миль, заперечує, і погрожує Греції війною у випадку односторонньої спроби розширити смугу;
- довжина національного повітряного простору. Греція стверджує, що в наш час[коли?] контролює 10 миль, а Туреччина тільки 6 миль;
- делімітація континентального шельфу, яке дасть країнам виняткові права на його економічну експлуатацію;
- право Греції здійснювати військові навчання в повітрі в рамках міжнародної частини Егейського моря, чому перешкоджають суперечливі тлумачення правил Районів польотної інформації (FIR), встановлених ІКАО;
- питання про суверенітет над деякими малими незаселеними островами з 1996 року, головним чином острів Іміа.

Невирішене питання про можливість здійснення повітряних військових навчань неодноразово призводив до тактичних військових провокацій з боку Туреччини. Турецькі літаки часто залітають у зону, підконтрольну Греції, в той час як грецькі літаки мають їх постійно перехоплювати. Повітряні війська обох сторін постійно відпрацьовують повітряний бій на випадок виникнення реальної загорози. Все це стає причиною людських втрат з обох сторін. Зокрема грецький льотчик Ніколаос Сіалмас розбився поблизу острова Айос-Ефстратіос, перехоплюючи турецький літак F-16; турецький пілот Неіл Ердоган загинув, збитий грецьким літаком Міраж-2000 у 1996 році і Костас Ілікіас, який розбився після зіткнення з турецьким F-16 в районі острова Карпатос.

## Останні роки
В останні роки офіційні відносини між Грецією та Туреччиною покращилися, переважно завдяки політиці уряду Греції з підтримки європейської перспективи Туреччини, попри низку невирішених питань, які і донині залишаються постійним джерелом конфлікту. Спроби зближення, що отримала назву Давоського процесу, були здійснені ще 1988 року. Відставка уряду прем'єр-міністра Греції Андреаса Папандреу сприяла цьому «потеплінню». 1999 року обидві держави зазнали серйозних ушкоджень внаслідок потужного Ізмітського землетрусу, але й одночасно землетрус посприяв покращенню відносин між державами, що здивувало багатьох іноземних спостерігачів (див. Греко-турецька дипломатія землетрусів).
Його син Йоргос Папандреу, міністр закордонних справ Греції, а нині чинний прем'єр-міністр Греції, досяг значного прогресу в поліпшенні відносин, у переговорах із міністром закордонних справ Туреччини Ісмаїлом Джемом, а потім прем'єр-міністром Туреччини Реджепом Ердоганом. Однак, опитування, проведені 2005 року, показали, що тільки 25 % греків вважають, Туреччина має увійти до Європейського Союзу.

### 2010 рік
2010 року прем'єр-міністр Туреччини Реджеп Ердоган із кількома міністрами відвідав з офіційним візитом Афіни. Проведені переговори, на думку аналітиків, стали проявом певного потепління у відносинах між державами, а голова МЗС Туреччини Ахмет Давутоглу заявив, що турецький уряд працює над створенням «атмосфери психологічних змін» у відносинах між двома країнами.
Між тим, за даними Грецької поліції, 2010 року значно зросла частка турецьких нелегальних іммігрантів, кількість їх арештів зокрема у прикордонному номі Еврос зросла до 371,94 % у порівнянні із 2009 роком. В жовтні 2010 року Міністерство громадянського захисту Греції звернулося з проханням до ЄС надіслати прикордонний патруль для охорони грецько-турецького кордону від нелегальних мігрантів. 2 листопада 2010 року загін зі 175 спеціалістів Frontex розмістився в місті Орестіада поблизу греко-турецького кордону.
30 листопада 2010 року Wikileaks оприлюднила доповідь посла США в Анкарі Джеймса Джеффрі, який наполягає, що Туреччина планує спровокувати військову кризу, аби вторгнутися в Еврос. США підтвердили підготовку такої атаки в 2003 році, але проти плану виступив турецький генерал Доган.